# Henri Filipacchi
Henri Filipacchi, né Filippaki, le 30 mai 1900 à Smyrne (aujourd'hui Izmir, en Turquie) et mort le 10 septembre 1961 à Marnay-sur-Seine (Aube), est un éditeur français. Il est le père de Daniel Filipacchi.

## Biographie
Issu d'une riche famille d'armateurs originaires de Venise et installés en Turquie, il suit ses études dans un collège allemand avant de s'embarquer pour la France en raison de la guerre contre la Grèce. Accompagné de sa mère, il s'installe en 1922 à Marseille puis rejoint Paris où il gagne sa vie en jouant du violon dans les bars du quartier du Montparnasse.
Le 28 avril 1927, il épouse à Paris une jeune française, Edith Besnard, fille du peintre Robert Besnard et belle-sœur de Jean Luchaire. Il commence à travailler dans une imprimerie spécialisée dans les ouvrages de luxe, l'Imprimerie du Livre à Rueil dont il devient directeur en 1926. Sa passion pour les livres et son travail acharné dans les ateliers d'imprimerie, saturés d'oxyde de plomb, seront responsables de la maladie des poumons qui l'affecte peu à peu. En 1928, le couple donne naissance à un fils, Daniel, qui deviendra journaliste, éditeur et patron du groupe de presse qui porte son nom.
En 1931, Henri Filipacchi s'associe à Jacques Schiffrin, qui a créé les Éditions de la Pléiade et qui envisage de les céder à Gaston Gallimard. Il parvient à le faire changer d'avis et imagine alors la Bibliothèque de la Pléiade, qui deviendra une collection de référence pour la littérature classique. Mais sa santé se dégrade et il doit effectuer un long séjour en sanatorium.
Incité à profiter du grand air, il devient libraire itinérant, parcourant la campagne et les plages au volant d'un camion transformé en « bibliobus » en 1934. Son dynamisme attire l'attention de René Schœller, directeur général de la librairie Hachette, qui l'embauche le 1er mars 1934. Deux ans plus tard, Filipacchi dirige le service Distribution de la société où il multiplie ses contacts avec les éditeurs, les grossistes et les libraires.
Aux débuts de l'Occupation allemande, la Propaganda Staffel le charge de recenser les livres « susceptibles d'indisposer les autorités d'occupation » : il établit alors une liste de plus de mille ouvrages qui deviendra la « Liste Otto » le 28 septembre 1940. À son procès en novembre 1945, il expliquera qu'il a été contraint de se soumettre aux autorités allemandes, qui avaient réquisitionné les Messageries Hachette, et qu'il s'était contenté de transmettre leur demande aux éditeurs, lesquels « « étaient mieux à même de juger ce qui pouvait déplaire à l’occupant ». La Commission d’épuration classe l'affaire, mais Filipacchi sera écarté de la direction de Hachette et muté en 1947 à un poste plus discret au département des Exclusivités.
Il commence à réfléchir à une adaptation des « Pocket Books (en) » américain. Ce sera « Le Livre de poche », qu'il lance en 1953 avec l'aide de Guy Schoeller, et qui connaît immédiatement un grand succès, atteignant rapidement une dizaine de millions d'exemplaires. Henri Filipacchi imagine alors d’autres collections en complément de la série littéraire. Atteint d’un cancer depuis plusieurs années, il meurt d’une congestion cérébrale le 10 septembre 1961, dans sa maison de Marnay-sur-Seine.